# Johann Baptist Fischer (Bildhauer)
Johann Baptist Fischer (Vischer) (getauft 29. Mai 1626 in Graz; † 9. Februar 1702 ebenda) war ein Grazer Bildhauer.

## Leben und Werk
Er war der Sohn des Grazer Buchhändlers Simon Vischer (vor 1598–1653), Vater des Johann Bernhard Fischer von Erlach und seit dem 26. September 1650 mit der Witwe des Bildhauers Sebastian Erlacher († 18. August 1649), Anna Maria Erlacher, geb. Khrätschmair (vor 1618–17. Mai 1677) und nach deren Tod mit Maria Barbara Khiesel verheiratet (seit 30. Januar 1678).
Der genaue Umfang und die Art seines Werkes sind bis heute noch nicht umfassend erforscht. Er führte 1660 nachweislich eine große Werkstatt mit vier Gesellen und fünf Lehrjungen. So gilt als sein möglicherweise frühestes Werk das Epitaph (1649) für Sebastian Erlacher, seinem ehemaligen Lehrherrn (?) in der Grazer Stadtpfarrkirche. Dokumentiert sind bis heute allein die plastischen Auszierungen (284 Rosen) für den großen Saal des Grazer Landhauses (1652), Arbeiten am Schloss Eggenberg bei Graz (1653, 1661, 1663/64), drei Altäre für die neue Kirche der Stiftsherrschaft St. Gotthard ob Graz (1654–1659), eine Brunnenfigur für Schloss Waldstein (1658, verschollen), seine Mitarbeit an der Grazer Triumphpforte zu Ehren Kaiser Leopolds I. (1660), der Hochaltar der Dekanatskirche von Passail mit den beiden Figuren des Petrus und Paulus (1670), der Hochaltar für die zum Stifte Rein gehörige Pfarrkirche in Deutschfeistritz (1672), drei Skulpturen für die Peßnitzbrücke am Pletsch (1676), vier Skulpturen in Irdning (1678–1681, verschollen), einen Hoch- und zwei Nebenaltäre in Birkfeld (1680, verschollen), ein Hochaltar für die zum Stifte Rein gehörige Pfarrkirche in Uebelach (1688), zwei Engel und einen Salvator mundi für die Kirche St. Kathrein in Offenegg (1687), eine nicht näher beschriebene Arbeit in St. Veit (1689), zwei Engel in Fürstenfeld (1692), Altarfiguren in Straden (1695) und ein Hochaltar in St. Peter am Ottersbach (1696, verschollen). Vermutlich schuf er auch den Hochaltar für St. Lorenz (Nähe Birkfeld), die Dolorosa der Ecce-Homo-Säule auf dem Grazer Griesplatz, die Maria mit Kind im Hof der Eskomptebank in der Herrengasse und die Assistenzfiguren am Hochaltar des Grazer Domes.